# Ousmane Sembène
Ousmane Sembène (1. ledna 1923 Ziguinchor – 9. června 2007 Dakar) byl senegalský spisovatel a filmový režisér, jeden z průkopníků kinematografie v subsaharské Africe. Hlavními tématy jeho děl jsou závislost afrických zemí na bývalých koloniálních mocnostech, sociální nerovnost a boj žen za lepší postavení ve společnosti.
Pochází z rybářské rodiny žijící v kraji Casamance, v mládí vystřídal řadu manuálních zaměstnání, za druhé světové války sloužil u senegalských střelců. Od roku 1947 pobýval ilegálně ve Francii, kde pracoval v továrně Citroën a v marseillských docích, začal se angažovat v odborovém hnutí a pod vlivem haitského marxistického spisovatele Jacquese Roumaina vstoupil do Parti communiste français. Roku 1956 vydal svůj první román Le Docker Noir, v němž popsal z vlastní zkušenosti život afrických přistěhovalců ve Francii.
Po návratu do Senegalu se Sembène snažil živit jako spisovatel, ale zjistil, že čtenářský ohlas africké literatury je limitován vysokou negramotností obyvatel. Rozhodl se tedy natáčet filmy, počátkem šedesátých let studoval režii v Moskvě u Marka Donského a roku 1963 debutoval krátkometrážním filmem Dobrák vozík. Pro lepší srozumitelnost také začal ve svých knihách a filmech místo francouzštiny používat domorodý jazyk wolofštinu. Mezinárodní ohlas zaznamenaly jeho filmy Černoška z... (1966) o tragickém osudu Afričanky sloužící u bohaté francouzské rodiny, který získal Cenu Jeana Viga, a Peněžní poukázka (1968), satira na byrokracii a korupci vládnoucí v postkoloniální Africe. Událostem ze senegalské historie jsou věnovány filmy Ceddo (1977) a Tábor v Thiaroye (1987). Osudy svobodné matky zobrazuje snímek Faat Kiné (2000), feministický námět se objevuje i v posledním Sembènově filmu Moolaadé (2004), kritizujícím vynucování zvyku ženské obřízky. Tento film vyhrál sekci Un certain regard na festivalu v Cannes a americká Národní společnost filmových kritiků ho vyhlásila nejlepším neanglicky mluveným filmem roku.
V češtině vyšly Sembènovy knihy Uhranutí (Odeon 1980, společné vydání novel Uhranutí, Peněžní poukázka a Osada v dunách) a Boží dřívka (Práce 1983), historický román o velké stávce železničních dělníků, k níž došlo ve Francouzské západní Africe v roce 1947. Obě knihy přeložila Jarmila Ortová. Film Xala, který Sembène natočil ve vlastní produkci podle své knihy Uhranutí, získal v roce 1976 zvláštní cenu poroty na karlovarském filmovém festivalu.